# Віджан Понлід
Віджан Понлід (тай. วิจารณ์ พลฤทธิ์; нар. 26 квітня 1976, Сукхотхай, Таїланд) — таїландський боксер-любитель, що виступав у надлегкій вазі. Олімпійський чемпіон ігор 2000 року.

## Аматорська кар'єра
Олімпійські ігри 2000 
- 1/16 фіналу. Переміг Вардана Закаряна (Німеччина) RSC
- 1/8 фіналу. Переміг Ендрю Кунера (Канада) 11-7
- 1/4 фіналу. Переміг Мануеля Мантіла (Куба) 19-8
- 1/2 фіналу. Переміг Володимира Сидоренка (Україна) 14-11
- Фінал. Переміг Булата Жумаділова (Казахстан) 19-12